# Thomas Steinböck
Thomas Steinböck war ein bayerischer Bierbrauer, Gastronom und Politiker.
Steinböck stammte aus Rosenheim, wo er 1844 die Brauerei Perlohnerbräu gründete. Ihr angeschlossen war der Perlohnkeller, ein Biergarten auf dem Rosenheimer Kellerberg Roßacker, der nach einem Umbau 1861 einer der größten und beliebtesten der Stadt war.
Neben seiner gastronomischen Tätigkeit war Steinböck auch politisch tätig. Am 18. Mai 1865 rückte er für den verstorbenen Pfarrer Sebastian Mühlthaler in die bayerische Kammer der Abgeordneten nach. Nach knapp zweijähriger Mitgliedschaft stellte er am 17. März 1867 das Gesuch, aus der Kammer auszuscheiden. Sein Nachfolger wurde der Teisendorfer Bierbrauer Max Wieninger.

## Quelle
- Thomas Steinböck in der Parlamentsdatenbank des Hauses der Bayerischen Geschichte in der Bavariathek

| Personendaten    | Personendaten                                   |
| ---------------- | ----------------------------------------------- |
| NAME             | Steinböck, Thomas                               |
| KURZBESCHREIBUNG | bayerischer Bierbrauer, Gastronom und Politiker |
| GEBURTSDATUM     | vor 1844                                        |
| STERBEDATUM      | nach 1867                                       |